# Ritratto del pittore Bonnat
Il Ritratto del pittore Bonnat è un dipinto del pittore francese Edgar Degas, realizzato intorno al 1863 e conservato al Musée Bonnat di Bayonne.

## Descrizione
Degas era legato a Léon Bonnat da un saldo vincolo di amicizia sin dagli anni della giovinezza. Ambedue i pittori conobbero il successo, sebbene in modi differenti: se Degas era destinato a brillare nel luminoso firmamento dell'Impressionismo, Bonnat era un celebrato autore di ritratti dalle pose ieratiche, quasi fotografiche, eppure notevolmente idealizzate. La formula di Bonnat conobbe grandi successi ai Salons della Terza Repubblica, della quale egli si può praticamente dire il ritrattista ufficiale: Degas, dal canto suo, rinnega la configurazione dell'amico e nei suoi ritratti preferisce offrire all'osservatore un'immagine certamente antiaccademica, mirando a rappresentare la realtà oggettiva in maniera spontanea, rifuggendo da ogni stilizzazione.
Il dipinto, oggi custodito al Musée Bonnat di Bayonne, è stato al centro di un curioso aneddoto che ci testimonia il carattere spesso scontroso che Degas rivolgeva agli amici e ai conoscenti. Ce lo riporta Rouart: